# Robin Greenfield
Robin Greenfield (né le 28 août 1986) est un activiste américain, dans le domaine de l'environnement. Adepte du happening, il milite pour un mode de vie plus respectueux de la biosphère dans le cadre du mouvement pour une simplicité volontaire.
Robin Greenfield donne des conférences un peu partout dans le monde. Il est ambassadeur de l'organisation 1 % pour la planète.

## Jeunesse
Robin Greenfield est né à Washburn, Wisconsin, et a grandi à Ashland, Wisconsin, où il a été élevé par une mère seule avec trois frères et sœurs. À l'âge de 18 ans, il est devenu un Eagle Scout, le rang le plus élevé au sein du mouvement Scout.
Robin Greenfield a étudié à l'université de Wisconsin–La Crosse et a obtenu une licence en biologie marine. Il a effectué un tour du monde à l'issue de ses études.
En 2011, il a déménagé à San Diego, en Californie.

## 2013: en dehors des sentiers battus en Amérique
En 2013, Robin Greenfield parcourt à vélo 7 600 km à travers l'Amérique sur un vélo en bambou pour proposer aux Américains de vivre de manière plus durable. Au cours de ce périple de 104 jours, il a utilisé seulement 610 litres d'eau, n'a créé qu'un kilogramme de déchets, ne s'est déplacé qu'à la force de ses jambes (à l'exception d'un court trajet en ferry à New York), ne s'est branché que cinq fois à une prise électrique, et n'a jamais allumé de lampe électrique.
En chemin, il a effectué plusieurs campagnes autour de l'idée « d'inciter les individus à se réveiller et à prendre des mesures ». Pour sensibiliser à la question du gaspillage de l'eau, il a vécu d'une fuite d'un robinet d'incendie pendant cinq jours dans la ville de New York. Plus tard, il a voyagé de New York à Boston lors d'une vague de chaleur en s'approvisionnant uniquement sur les robinets qui fuyaient dans la campagne. Il s'est procuré environ 70 % de son alimentation dans des bennes à ordures — plus de 280 kilos de produits alimentaires — attirant ainsi l'attention sur le gaspillage alimentaire.

## 2014: une année sans douche
D'avril 2013 à avril 2014 Robin Greenfield passé une année à se laver uniquement dans les sources d'eau naturelles telles que les rivières, les lacs, les chutes d'eau ou encore à l'aide d'eau de pluie.
L'Américain moyen consomme environ 380 litres d'eau par jour. Pendant les quatre premiers mois de la campagne, Robin a utilisé une moyenne de deux litres par jour, et quand il est retourné chez lui, il a réussi à n'utiliser que trente-sept à soixante-quinze litres d'eau par jour.
Le but de la campagne était d'inspirer les gens à commencer à prêter attention à leur environnement et à être conscient de la façon dont des actions simples affectent le monde autour d'eux. Il a déclaré : « Nous devons être conscients de l'origine des choses que nous consommons chaque jour, comme l'eau, la nourriture et l'énergie. J'ai voulu montrer combien l'eau est précieuse et inciter les gens à protéger cette ressource ».

## 2014: le fiasco du gaspillage alimentaire

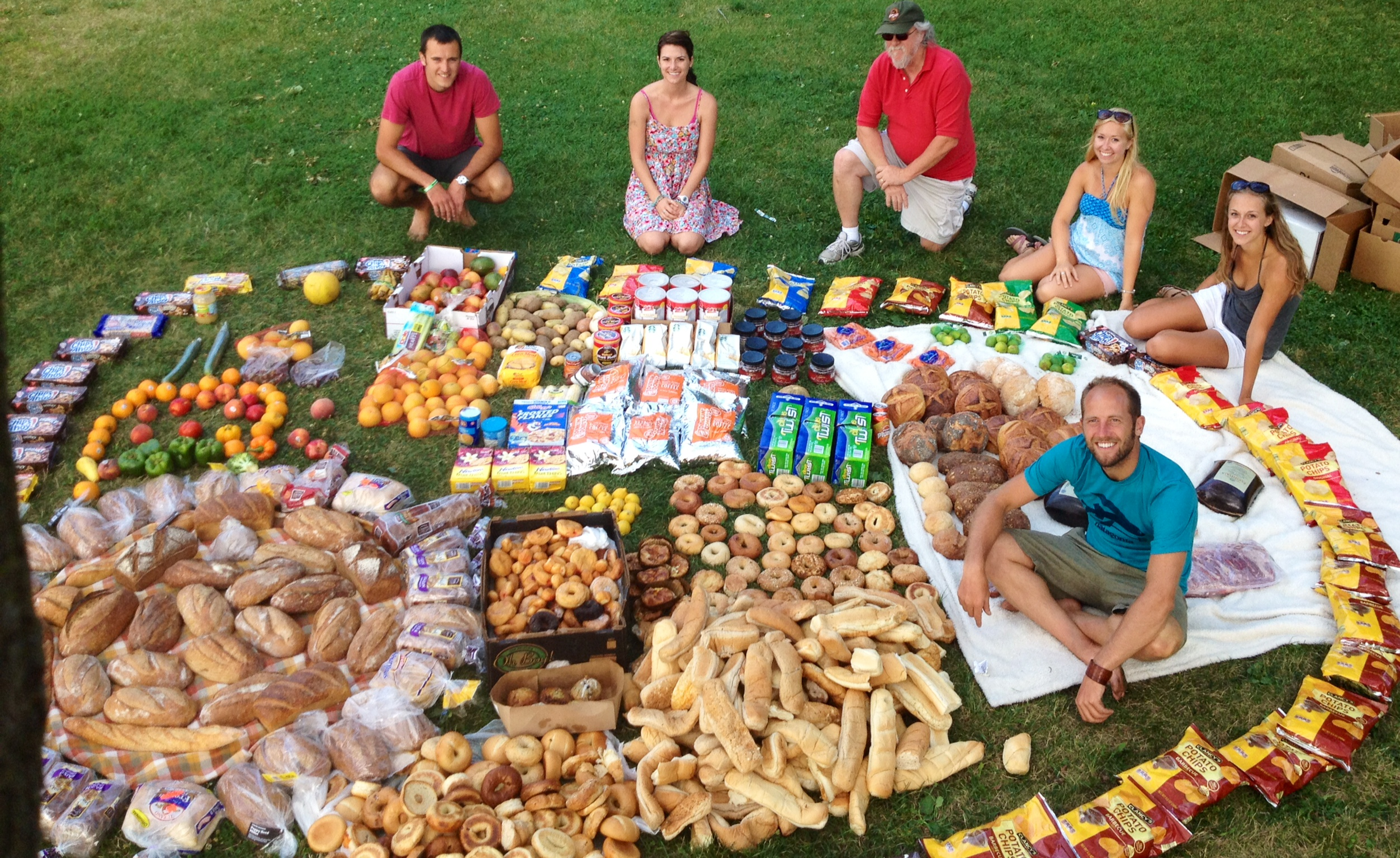
Robin Greenfield posant à côté d'aliments récupérés dans des bennes à ordures.

Au cours d'un deuxième trajet à vélo à l'été 2014, il a initié dans les grandes villes traversées l'opération « Food Waste Fiasco ».

## Vie personnelle
Greenfield, en adepte de la simplicité volontaire, met en pratique ses convictions. Il s'est converti un temps au véganisme avant de revenir à une alimentation très végétale sans exclure le poisson et la viande s'il en connait l'origine (il milite contre les élevages industriels et pour l'alimentation locale et bio). Il se déplace pieds nus et surtout à vélo. Il n'a pas de cartes de crédit et de compte bancaire, ne possède pas de voiture et n'a pas pris de douche depuis avril 2013. Ce qui lui a permis de vivre de cette manière est de renoncer à accumuler de l'argent.
Il a eu une vasectomie à l'âge de 25 ans, parce qu'il ne souhaite pas que les femmes soient contraintes de prendre la pilule.

## Publications
- (en-US) Rob Greenfield, « Lessons Learned From a Year Without Showering », The Huffington Post,‎ 23 avril 2014 (lire en ligne, consulté le 21 décembre 2014).
- "Le drôle de voyage de Mister Green"[7], éditions Nautilus, 2020.
- Greenfield, Robin (2024). Food Freedom: A Year of Growing and Foraging 100% of My Food. Robin Press.   (ISBN 9798350732283).

## Documentaire
- La drôle de vie de Mister Green, reportage d'Envoyé spécial diffusé le 31 janvier 2019.

### Article sconnexes
- 1 % pour la planète
- Simplicité volontaire
- Gaspillage alimentaire